# Domobrana

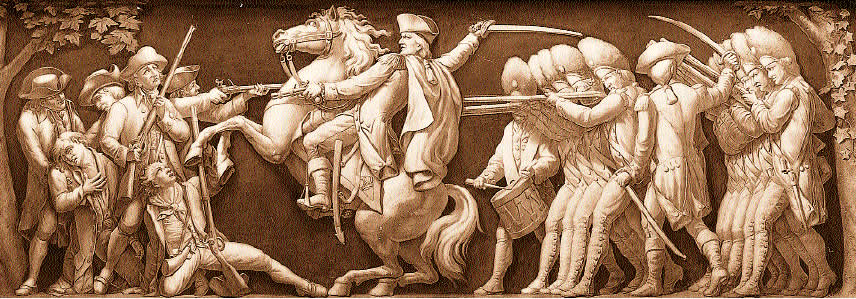
Reliéf bitvy u Lexingtonu

Domobrana neboli rezervní armáda (armáda rezervistů-záložníků), anglicky militia, německy Landsturm, zastarale landšturm (příslušník landšturmák), je vojenský termín, označující součást vojska (armády) povolávanou do zbroje pouze v době války. Dnes je označována jako záloha ozbrojených sil.
Za Rakouska-Uherska se domobrana skládala z mužů ve věku 19–42 let, rozdělených do 24 tříd od nejmladších po nejstarší.

## Česko
Funkci domobrany v současnosti vykonává Aktivní záloha ozbrojených sil České republiky.